# Hector de Selys Longchamps
Baron Walthère Regulus Archimède Hector de Selys Longchamps (Parijs, 3 november 1878 - Elsene, 11 januari 1957), meestal met de voornaam Hector genoemd, was een Belgisch advocaat en politicus.

## Levensloop
Hector de Selys Longchamps was een zoon van Walthère de Selys Longchamps. De vader gaf aan zijn kinderen namen van helden of goden uit de antieke oudheid. Een dochter heette Thémis Minerve Irène, een tweede Rachel Thémis Minerve Irène. Een zoon heette Marc Aurèle Gracchus en een andere Edgar Zénon Hercule Appolon.
Hector trouwde met Charmette-Velleda Burton Piérard (1891-1972) en ze kregen drie dochters en een zoon.
Hij werd doctor in de rechten en advocaat aan de balie van Brussel.
Hij was liberaal volksvertegenwoordiger voor het arrondissement Dinant-Philippeville van 1919 tot 1921 en van 1925 tot 1929. Van 1932 tot 1936 was hij provinciaal senator, verkozen voor de provincie Namen.